# Pteromalus onerati
Pteromalus onerati is een vliesvleugelig insect uit de familie Pteromalidae. De wetenschappelijke naam is voor het eerst geldig gepubliceerd in 1859 door Fitch.